# Apple Watch
Apple Watch je linija pametnih satova američke tvrtke Apple. Operacijski sustav Apple Watcha je watchOS.
Uređaj zahtijeva bežičnu vezu s pametnim telefonom iz Appleove serije pametnih telefona iPhone za izvođenje nekih funkcija kao što su slanje poruka i upućivanje poziva, iako se mogu i samostalno spajati na Wi-Fi. Apple Watch uređaji iz generacije Series 3 s podrškom za LTE mogu se koristiti bez konstantne veze s iPhoneom, ali je iPhone potreban za inicijalno postavljanje sata. Uređaji iz prve i druge generacije (izvorni uređaj iz 2015. godine, te Series 1 i Series 2) zahtijevaju iPhone 5s ili noviji s iOS-om 12, dok uređaji iz generacije Series 3 zahtijevaju iPhone 6 ili noviji s iOS-om 11.
Prva generacija uređaja najavljena je 9. rujna 2014., a prodaja je počela 24. travnja 2015. Druga generacija izdana je u rujnu 2016. u dvije razine - Series 1 i  Series 2. Njihovim izdavanjem proizvodnja prve generacije je zaustavljena. Apple Watch Series 3 izdan je 22. rujna 2017., a Apple Watch Series 4 12. rujna 2018. godine.

## Najava
O Appleovom pametnom satu počelo se pričati još 2011. godine. The New York Times i The Wall Street Journal izvjestili su 10. veljače 2013. da je Apple počeo s razvojem pametnog sata baziranim na iOS-u. Dva dana kasnije, Bloomberg je izjavio kako na razvoju Appleovog pametnog sata radi najmanje 100 dizajnera. Daljnja izvješća u ožujku 2013. pokazuju da je Apple planirao izdati svoj pametni sat do kraja godine. U srpnju 2013. Financial Times izvjestio je da Apple zapošljava još više zaposlenika koji će raditi na pametnom satu i kako je moguće da će ga Apple izdati kasno u 2014. godini.
U travnju 2014., Tim Cook, Appleov CEO, izjavio je za The Wall Street Journal kako tvrtka planira izdati uređaj iz nove kategorije uređaja te iste godine, iako nije otkrio nikakve detalje. Reuters je izvjestio u lipnju 2014. da će Appleov pametni sat vjerojatno biti izdan u listopadu. The Wall Street Journal je izvjestio kako će Appleov pametni sat imati više senzora i dizajna.
Apple Watch službeno je predstavljen 9. rujna 2014. tijekom novinarske konferencije na kojoj je predstavljen i iPhone 6. Prednarudžbe Apple Watcha počele su 10. travnja 2015., a dostupan je za kupnju od 24. travnja 2015.

## Softver
Operacijski sustav Apple Watcha je watchOS koji je baziran na iOS-u i s kojim dijeli mnoge mogućnosti. Uređajem se upravlja pomoću ekrana osjetljivog na dodir ili pomoću takozvane digitalne krune (eng. digital crown). Apple Watch mora biti uparen s iPhoneom 5 ili novijim na kojem je instaliran minimalno iOS 8.2. Ta inačica iOS-a predstavila je Apple Watch aplikaciju pomoću koje se dodaju i mijenjaju aplikacije, mijenjaju postavke, ažurira inačica watchOS-a i slično. Kada je uparen s kompatibilnim uređajem, Apple Watch može primati različite obavijesti s tog uređaja. Tzv. glances prikazi slični widgetima omogućuju prikazivanje informacija. Podržan je i Handoff koji omogućuje dijeljenje dokumenata između iOS i OS X uređaja. Siri na Apple Watchu može primati glasovne naredbe iako ne može glasovno odgovoriti korisniku. Apple Watch podržava i Appleovu uslugu plaćanja - Apple Pay - pomoću ugrađenog NFC-a. Omogućuje i starijim modelima iPhonea koji nemaju NFC čip plaćanje preko Apple Paya.
Aplikacije predinstalirane na Apple Watchu dizajnirane su kako bi radile zajedno s istovjetnim aplikacijama na iOS-u. watchOS podržava i aplikacije treće strane koje se izvode na iPhoneu, a sučelje aplikacija instalirano je na Apple Watchu.

## Hardver
Apple Watch koristi Apple S1 SoC. Koristi i linearni pogon za vibriranje nazvan "Taptic Engine" (npr. korišten za obavještavanje o primitku poruke i sl.). U Apple Watch su ugrađeni senzor za otkucaj srca, senzor za osvjetljenje okoline, žiroskop i akcelerometar. Senzor za otkucaj srca koristi infracrvene diode, svjetleće diode i fotodiode za određivanje broja otkucaja srca. U Apple Wach ugrađena je pohrana od 8 gigabajta. Glazba i ostali sadržaj može se reproducirati s uparenog iPhonea, bez potrebe za spremanjem na Apple Watch.
Baterija Apple Watcha puni se bežićno pomoću kabela sličnog MagSafe kablu iz MacBook obitelji prijenosnih računala. Ako se baterija uređaja spusti ispod 1%, sat ulazi u način rada za štednju energije. U tom načinu rada može prikazivati vrijeme sljedećih 72 sata. Nakon punjenja, sat se vraća u normalan način rada.

### Dizajn
Apple Watch dolazi u tri kolekcije. U te tri kolekcije raspoređeno je 38 različitih modela koji postoje u dvije inačice - 38 milimetarskoj i 42 milimetarskoj. 38 milimetara i 42 milimetara odnosi se na veličinu uređaja, a ne ekrana (koji je malo manji). Ekran 38 mm uređaja dijagonale je 33.5 mm (1.34 inča), a ekran 42 mm uređaja dijagonale je 39 mm (1.5 inča). Touchscreen osjetljiv je na jačinu pritiska (što Apple naziva Force Touch). Na boku uređaja nalazi se takozvana digitalna kruna, kotačić pomoću kojeg se može scrollati ili zumirati. Pritiskom digitalne krune vraćamo se na početni zaslon. Apple Watch ima i bočnu tipku za prikaz popisa kontakata ili pristup Apple Payu.
Apple ne oglašava Apple Watch kao otpornog na vodu. Apple ne preporučuje uranjanje u vodu iako će preživjeti u vodi do 1 metra do 30 minuta (npr. preživjet će kišu ili pranje ruku) (IPX7). Vanjska testiranja različitih tvrtki i novinara pokazala su da Apple Watch može raditi pod vodom (npr. tijekom plivanja) iako touchscreen krivo prepoznaje dodire.

## Serije
- Serija 1 i 2 – 16. rujna 2016.
- Serija 3 – 22. rujna 2017.
- Serija 4 – 21. rujna 2018.
- Serija 5 – 20. rujna 2019.
- Serija 6 i SE (1. generacija) – 18. rujna 2020.
- Serija 7 – 15. listopada 2021.
- Serija 8 i SE (2. generacija) – 16. rujna 2022.
- Ultra – 23. rujna 2022.
- Serija 9 i Ultra 2 – 22. rujna 2023.
- Serija 10 – 20. rujna 2024.

## Vanjske poveznice
- Službena stranica
- Popis modela